# Hódara

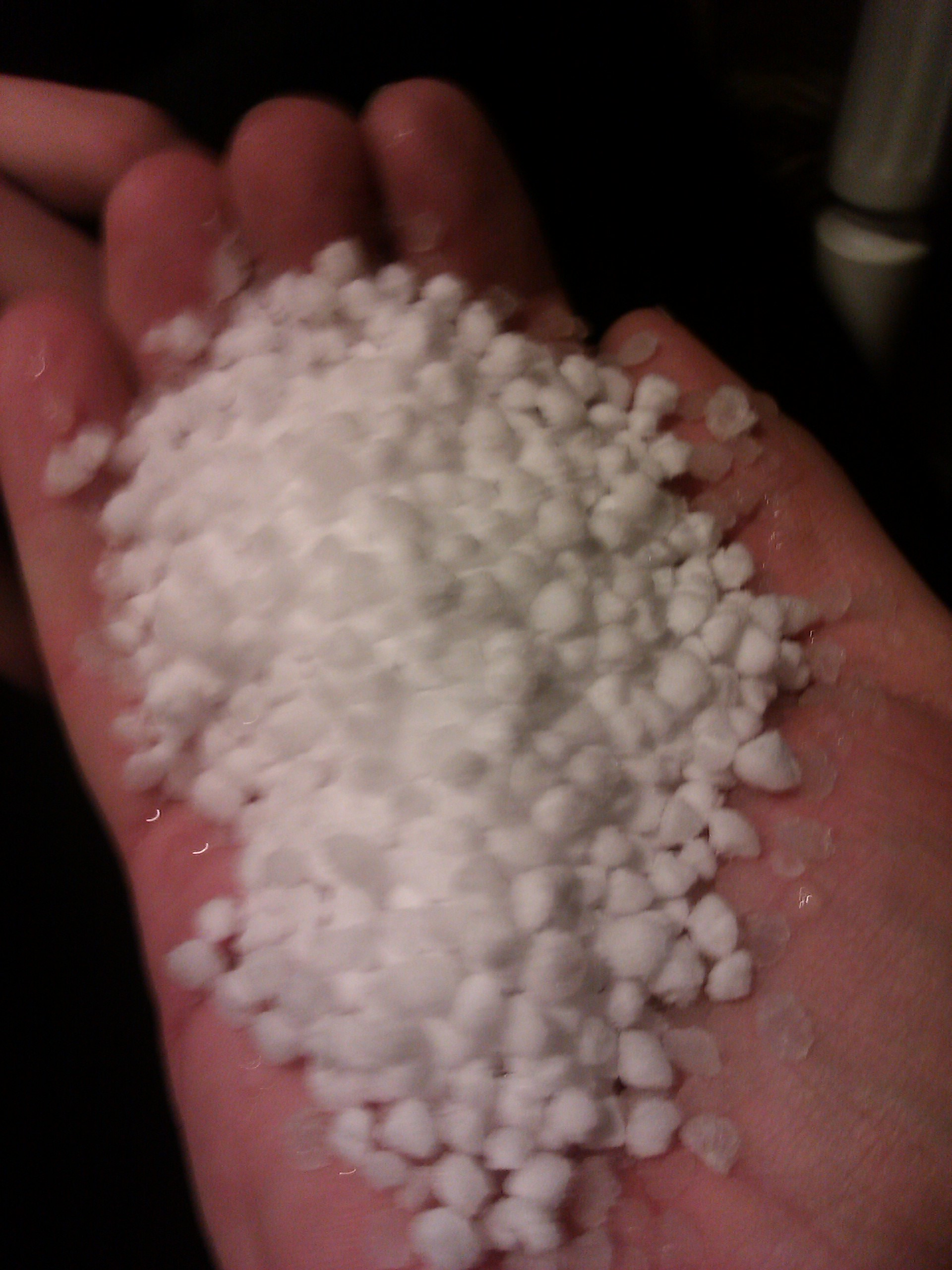
Graupelszemcsék

A hódara, más néven graupel, olyan csapadék, aminek szemcséi a hókristályok és jégszemcsék közti átmenetnek tekinthetők. A hódara akkor keletkezik, amikor a hókristályok az atmoszférában fagypont alatti, de folyékony vízzel érintkeznek, és az jégkristályokat alkot a külső felületükön.
A hódara mindig konvektív felhőből hullik. A hódarazápor novembertől áprilisig fordulhat elő, és akár még ki is fehérítheti egy rövid időre a tájat. A szemcsék átmérője általában 3-6 mm, de lehet akár 8-10 mm is. 
A csapadékot – ez esetben hódarazáport – okozó felhő általában elüllősödik, de az üllő közel sincs olyan magasan, mint a nyári zivataroknál, csak a középtroposzférában, 6-8 kilométer magasságban.